# Antoine Nicolas Duchesne

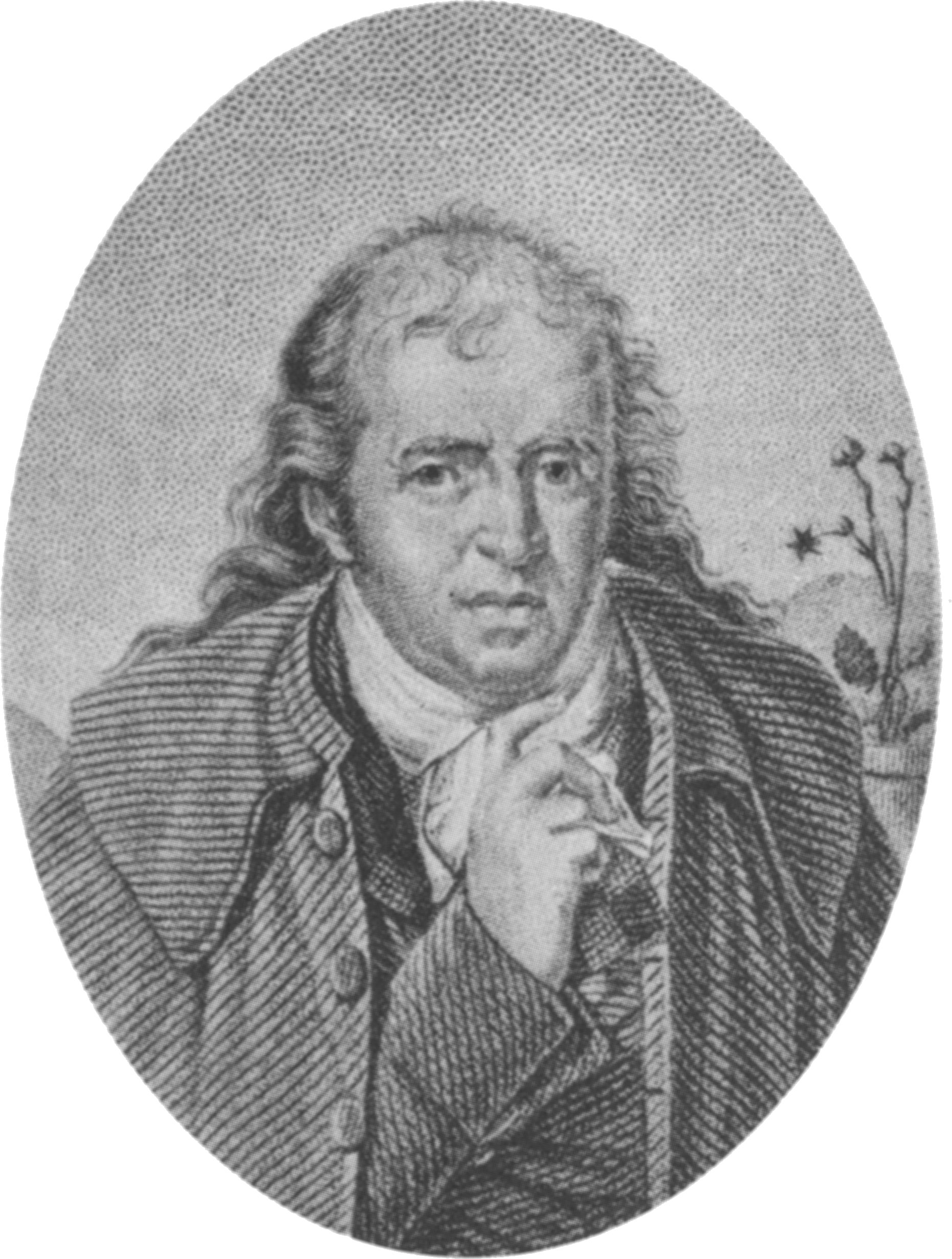
Antoine Nicolas Duchesne.

Antoine Nicolas Duchesne, född den 7 oktober 1747 i Versailles, död den 18 februari 1827 i Paris, var en fransk botanist. 
Duchesne var lärare vid École spéciale militaire de Saint-Cyr. Han var författare till Manuel de botanique, contenant les propriétés des plantes utiles (1764) och Histoire naturelle des fraisiers contenant les vues d'économie réunies à la botanique et suivie de remarques particulières sur plusieurs points qui ont rapport à l'histoire naturelle générale (1766) med mera. Auktorsnamnet Duchesne kan användas för Antoine Nicolas Duchesne i samband med ett vetenskapligt namn inom botaniken; se Wikipediaartiklar som länkar till auktorsnamnet.